# 川崎鶴見臨港バス鶴見営業所

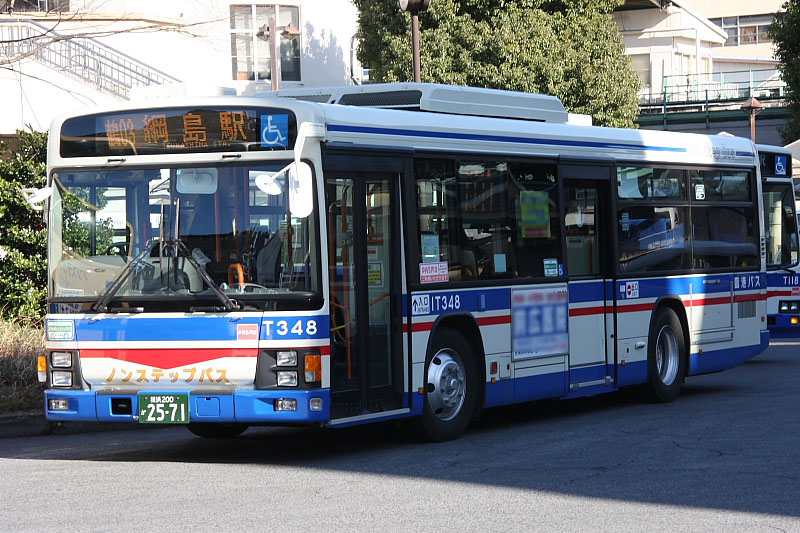
鶴見営業所の所属車両
いすゞ・エルガ (1T348)

川崎鶴見臨港バス鶴見営業所（かわさきつるみりんこうバスつるみえいぎょうしょ）は、神奈川県横浜市鶴見区駒岡に所在する川崎鶴見臨港バスの営業所。営業所を表す記号はT。最寄り停留所は駒岡車庫で、臨港バスの路線以外では横浜市営バスが停車するが、東急バスは停車しない。
川崎鶴見臨港バスの前身となった鶴見臨港鐵道（現在のJR鶴見線を運行していた戦時買収私鉄）のバス部門を源流とする、同社最古の長い歴史を持つ営業所である。鶴見駅西口を中心に、横浜市鶴見区北部や港北区北東部の路線を担当する。

## 概要
臨港バスで唯一川崎駅に乗り入れる路線がない営業所だが、正月三が日の川崎駅 - 川崎大師直行バスには鶴見営業所の車両も応援に駆り出される。羽田空港・成田空港への空港連絡バスの運行を担当していたが現在は廃止されている。
鶴見駅近くの鶴見線高架下に本山車庫（鶴見営業所分室）があり、最寄りバス停留所は「本山前」である。鶴見線が鶴見臨港鐵道だった時代に鶴見本山駅があった場所で、バス事業開始時にはここが初代の鶴見営業所であった。鶴見本山駅は鶴見駅と国道駅の間にあり、1942年に廃止されたが遺構は残っている。1970年に駒岡に鶴見営業所を開設し、本山車庫は鶴見営業所分室とされた。また、営業所だけではバスを全て格納することができないため、現在の鶴見営業所と環状2号線を挟んだ反対側に鶴見営業所第三車庫がある。本山車庫・第三車庫は車両留置のみで配置はない。本山車庫は主に特定車を留置している。
川崎鶴見臨港バスの営業所では唯一、所属車両の登録番号が横浜ナンバーである（他営業所の車両は全て川崎ナンバー）。神奈川県で川崎ナンバーが導入される前は全車が横浜ナンバーであったが、1980年の川崎ナンバー導入後は、川崎市内の営業所の車両は順次川崎ナンバーへ変更された。

## 沿革
- 1924年（大正13年）7月25日 - 鶴見臨港鐵道が会社設立[1][2]。
- 1931年（昭和6年） - 鶴見臨港鐵道がバス事業を開始。同社の直営バスとして、鶴見本山駅そばの高架下に設けた車庫を拠点に営業開始（鶴見駅西口 - 東寺尾 - 綱島間、鶴見駅西口 - 東寺尾 - 寺谷角 - 鶴見駅西口間）。[要出典]
- 1937年（昭和12年）
  - 11月18日 - 鶴見臨港鐵道が全額出資の子会社として鶴見川崎臨港バスを設立[1]。
  - 12月1日 - 鶴見臨港鐵道が海岸軌道線を廃止[1]。バスに転換（鶴見駅西口 - 本山前 - 潮田 - 寛政 - 田辺新田 - 池上新田 - 大師河原 - 大師間）[3]。
- 1938年（昭和13年）
  - 5月1日 - バス事業を鶴見川崎臨港バスへ譲渡[1]。鶴見川崎臨港バス鶴見営業所として2路線（鶴見 - 綱島、鶴見 - 大師）をもって営業開始[4][3]。
  - 12月1日 - 鶴見川崎臨港バスが川崎乗合自動車を合併[4]。
  - 12月27日 - 社名の鶴見と川崎を入れ替えて川崎鶴見臨港バスに変更[4]。川崎鶴見臨港バス鶴見営業所となる。
- 1970年（昭和45年）：現在地の鶴見区駒岡へ移転。初代鶴見営業所があった本山車庫は分室となる。
- 1990年（平成2年）11月2日 - 羽田空港リムジンバス「新横浜羽田空港線」運行開始。京浜急行電鉄と共同運行。
- 1998年  (平成10年)10月1日 - たまプラーザ羽田空港線を運行開始。
- 2007年（平成19年）8月25日：空港連絡バスを除いてPASMOを導入。
- 2008年  (平成20年）10月16日 - 空港リムジンバス「新横浜成田空港線」に参入。東京空港交通・京浜急行バスと共同運行
- 2015年  (平成27年）5月31日 - この日をもって新横浜成田空港線を運行休止
- 2019年(令和元年）12月10日中扉付近の座席4席を撤去したワイドスペースバス運行開始[5]
- 2021年  (令和3年)　
  - 3月15日 - たまプラーザ羽田空港線廃止（東急バス、京浜急行バスの2社で存続）
  - 7月1日 -  鶴見営業所管内の路線としては初となる、鶴見駅に乗り入れない「新横浜綱島線」（綱23系統）が開業。
  - 7月15日 -この日をもって新横浜羽田空港線廃止、京浜急行バスの単独運行となる(後に東急バスが参入)　新横浜成田空港線、休止→廃止に
- 2023年（令和5年）12月23日 - 綱03・綱23系統にて、長年使用された綱島駅7番乗り場から新綱島駅発着に変更[6]。

## 現行路線

### 鶴01（菊名線）
- 鶴01：鶴見駅西口 → 東寺尾 → 馬場町 → 東高校入口 → 富士塚 → 菊名駅前 → 菊名小学校入口 → 港北小学校前 → 東高校入口 → 馬場町 → 東寺尾 → 鶴見駅西口
- 鶴01：鶴見駅西口 - 東寺尾 - 馬場町 - 東高校入口
- 鶴01：鶴見駅西口 → 東寺尾 → 馬場町 → 東高校入口 → 港北小学校前 → 菊名小学校入口 → 菊名駅前
- 鶴01：鶴見駅西口 → 東寺尾 → 馬場町 → 東高校入口 → 港北小学校前 → 富士塚 → 菊名駅前
- 鶴01: 菊名駅前 → 菊名小学校入口 → 港 北小学校前 → 東高校入口 → 馬場町 → 東寺尾 → 鶴見駅西口
- 鶴01: 菊名駅前 → 菊名小学校入口 → 港 北小学校前 → 東高校入口 → 馬場町 → 東寺尾
- 鶴01：菊名小学校入口 → 港北小学校前 → 東高校入口 → 馬場町 → 東寺尾 → 鶴見駅西口

鶴見駅から馬場を経て菊名駅へ至る、鶴見管内の主力路線で臨港随一のドル箱路線。鶴見・菊名両駅の通勤通学と市立東高校への通学も担っている。臨港バスの一般路線ではこの鶴01のみ、横浜市神奈川区も走行する。港北小学校前より菊名駅前側は菊名駅止まりを除いて一方向の循環経路となっている。路線図の系統カラーおよびフルカラーLEDの表示は黄色である。循環系統は港北小学校前を出ると鶴見駅西口行きに切り替わる。
終日混雑する路線で、平日朝ラッシュの時間には約3～7分間隔、日中10分間隔、夕方ラッシュの時間には約6～8分間隔、夜間は8～21分間隔で運転、土休日は朝10～20分間隔、日中10分間隔、夜間10分～20分間隔で運転される。平日20時台に鶴見駅西口発東高校入口止まり、平日朝夜と土曜の9時台と10時台に東高校入口発鶴見駅西口行き、夜間のみに富士塚経由・菊名小学校入口経由の菊名駅止まりがそれぞれ運転される。こちらは菊名駅到着後、綱島街道 → 環状二号経由で営業所まで回送される。
早朝の菊名小学校入口発は営業所より環状二号 → 綱島街道経由にて、菊名駅前発は営業所より環状二号 → 綱島街道 → 港北小学校交差点右折 → 菊名橋交差点右折にて回送される。菊名小学校入口経由便は菊名駅前には乗り入れず、綱島街道上の降車場に停車する。この停車場は横浜市営バスの菊名駅前停留所とは異なる場所に立地している。
2023年2月のダイヤ改正より、菊名駅前発東寺尾止まりが設定された。
菊名駅前周辺は特に狭隘路の上、交通量や歩行者も多いため渋滞が起こりやすい。また、菊名駅前停留所はバスを待てる場所がないので、菊名駅東口の階段の手すりに沿って整列するようになっている。
菊名駅手前、旧綱島街道上のJR横浜線のガード（綱島ガード）が高さ制限3.2ｍのため高さ3.4ｍあるBYD製大型EVバス「K8」は菊名駅前発着便には使用されない。

### 鶴02（新横浜線）
- 鶴02：鶴見駅西口 - 東寺尾 - 池の下 - トレッサ横浜 - 新菊名橋 - 新横浜駅
- 鶴02：鶴見駅西口 - 東寺尾 - 池の下 - 駒岡車庫
- 鶴02：駒岡車庫 - トレッサ横浜 - 新菊名橋 - 新横浜駅

鶴見駅から東寺尾・獅子ケ谷地区、駒岡車庫（鶴見営業所）を経て新横浜駅へ至る。駒岡車庫 - 新横浜駅は横浜市営バス104系統と併走する。路線図の系統カラーは青色である。フルカラーLEDの表示は水色となっている。
鶴見駅西口 - 駒岡車庫便は出入庫を兼ねるが、元々は鶴04（鶴見駅西口 - 新川崎駅入口）の支線だったものを、同路線の神明町移管時に鶴02へ変更した。駒岡車庫 - 新横浜駅便も鶴02として、出入庫のため設定されているが本数はあまり多くない。かつては神明社前経由も運行されていたが、現在は駒岡車庫 - 新横浜駅便を除き全便が池の下経由で運行されている。
東寺尾・獅子ケ谷地区から横浜線、横浜市営地下鉄などへのアクセスとしても利用されている。沿線には、橘学苑中学校・高等学校、白鵬女子高等学校などの学校が多く立地するため、通学時間帯を中心に高頻度運行が行われている。沿線に所在する高校が通常と異なる曜日・時間に登下校する場合、増発便が出ることもある。
新横浜駅は臨港バスの一般路線営業エリアの最西端にあり、横浜市営バス、東急バスのほか、神奈川中央交通と相鉄バスも乗り入れている。横浜市営バスから移譲された121系統（新横浜駅 - 保土ヶ谷駅西口）で神奈川中央交通（中山営業所の車両）が、2014年から浜1系統（横浜駅西口 - 新横浜駅）で相鉄バス（横浜営業所の車両）が乗り入れており、両社とも臨港バスと一般路線車同士が顔を合わせる場所は新横浜駅のみになっている。
休日はトレッサ横浜周辺の道路が渋滞するとダイヤが大幅に乱れる。

### 鶴03（鶴見綱島線）

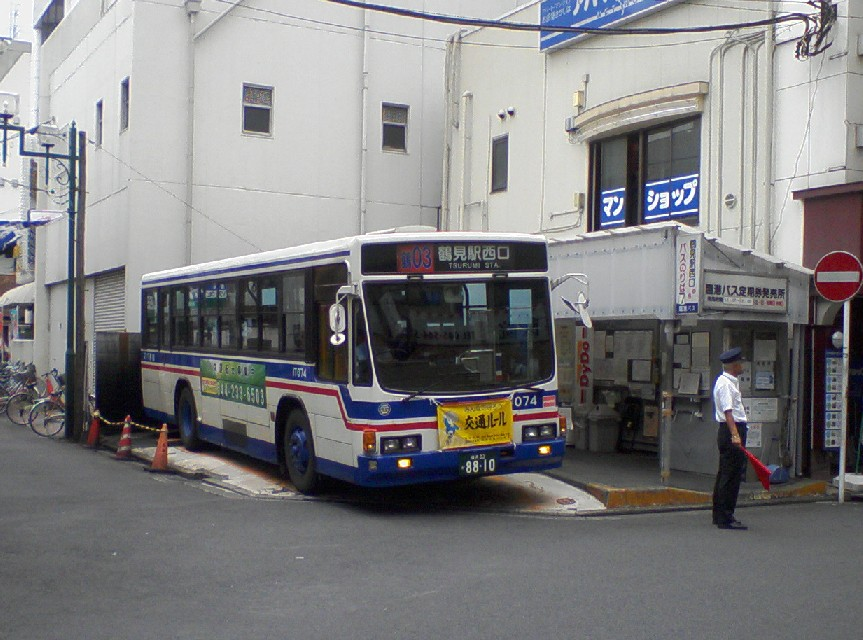
鶴03系統が使用していた綱島駅の旧バス乗り場

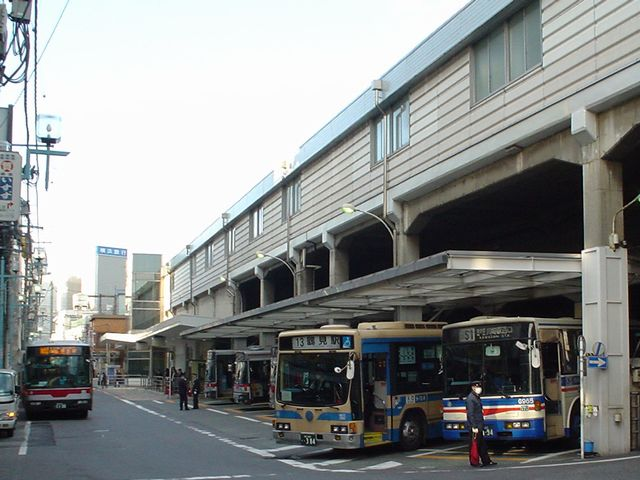
綱島駅高架下のバスターミナル
他の系統はここから発着する

- 鶴03：鶴見駅西口 - 東寺尾 - 神明社前 - トレッサ横浜前 - 明治横浜研究所前 - 樽町 - 新綱島駅
- 鶴03：鶴見駅西口 - 東寺尾 - 神明社前 - トレッサ横浜前 - 駒岡車庫
- 鶴03：駒岡車庫 - 明治横浜研究所前 - 樽町 - 菖蒲園前 - 新綱島駅

鶴見臨港鐵道時代から存在する、臨港バス最古の路線である。鶴見駅西口から東寺尾・獅子ケ谷地区を経て綱島駅・新綱島駅を結び、鶴01と並ぶ鶴見営業所の主力路線である。平日朝は6分間隔、日中10分間隔、夕方8分、夜間10分から16分間隔、土休日は朝12分～20分、日中12分、夜間15分～20分間隔で運行され鶴01系統と並ぶ鶴見営業所の基幹路線である。路線図の系統カラーおよびフルカラーLEDの表示は赤色である。
綱島駅では、長らく東横線高架下のバスターミナルからは離れた乗り場から発車していたが、2023年12月23日から新綱島駅発着になり、綱島駅入口が降車専用の停留所として使用されている。
綱島駅の旧乗り場は、駅東側の狭い道を入り交差点前右手にあるバス一台分が入る位のスペースを使用していた。綱島駅は1963年に高架化され、それに伴い高架下にバスターミナルが設置されたが、鶴03はそれ以前の路線開設時からこの乗り場で発着していた。乗り場にはバスが道路上からバックでつけるため、終日誘導員が配置されていた。このため綱島街道に出る経路もバスターミナルから出る路線と異なり、綱島駅から鶴見川を越えるバス路線では当路線と後述の綱23のみ「綱島駅入口」停留所には停車しなかった。
沿線にトレッサ横浜があり、「トレッサ横浜前」バス停からアクセスできる（鶴02・横浜市営6・104系統の「トレッサ横浜」バス停とは別位置）。鶴02と同様、休日はトレッサ横浜周辺の道路が渋滞するとダイヤが大幅に乱れる。明治横浜研究所前 - 新綱島駅は、東急バス日93系統と併走する。
鶴見駅西口 - 駒岡車庫便は出入庫用で、同じ出入庫用の鶴02の経路違いにあたるがこちらは鶴02がメインで当系統は鶴見駅西口発平日の朝ラッシュ終わりに1本あるのみである。駒岡車庫行きは鶴見駅を出ると、環状2号線と交わる交差点を右折して駒岡車庫へ向かう。駒岡車庫 - 新綱島駅便も鶴03として、出入庫のため設定されている。
鶴見駅と綱島駅・新綱島駅を結ぶバスとしては、他に鶴見駅東口発着の横浜市営13系統（三ツ池道・一の瀬経由）があるものの、そちらは一の瀬発着便や新横浜駅発着便も運行されているため、両駅を結ぶバスの運行本数では鶴03の方が多く、運行時間帯も長い。

### 鶴04（新川崎線）
- 鶴04：鶴見駅西口 - 東寺尾 - 池の下 - 駒岡不動尊前 - 鷹野大橋 - 越路 - 新川崎交通広場
- 鶴04：駒岡車庫 - 鷹野大橋 - 越路 - 新川崎交通広場

鶴見駅西口から、鶴見獅子ヶ谷通り、尻手黒川道路などを経て新川崎交通広場へ至る路線。路線図の系統カラーおよびフルカラーLEDの表示は水色である。フルカラーLEDの表示は薄い水色となっている。
開設当初は鷹野橋までであったため、路線名は鷹野橋線となっていた。後に北加瀬まで延伸されたが、新川崎駅の開業に伴い新川崎駅入口まで延伸された。長年使われてきた北加瀬の折返所は、現在臨港バスの子会社である臨港エステート所有の賃貸店舗（リンコー北加瀬ビル・上州屋川崎北加瀬店）となっている。寿福寺前と山崎は往路と復路でバス停の位置が異なり、新川崎駅入口と鹿島田陸橋は鶴見駅西口方向のみ停車する。平日朝夕で15分～30分間隔日中は概ね40分間隔、土休日は概ね1時間あたり1～2本と本数が少ない。
駒岡不動尊前－一本橋（東急バスは江川町）間で東急バス日93系統と、また一区間ではあるが一本橋（東急バスは江川町）－越路間で日94系統と並走する。
臨港バスの横浜ナンバーの車両で、川崎市内運賃を徴収する唯一の路線である。横浜市と川崎市にまたがって運行しており、鷹野大橋が運賃境界となっている。両市をまたいで乗車する場合、横浜市内運賃が適用される（2023年3月以降川崎市内運賃と横浜市内運賃は同一になっている）。
2004年8月16日に神明町営業所に移管（2010年3月31日まで臨港グリーンバスへ委託）された。この際に出入庫路線のうち駒岡車庫 - 新川崎駅入口が廃止され、鶴見駅西口 - 駒岡車庫は鶴02に変更された（鶴03とは違い駒岡不動尊前を経由）。
2014年2月16日のダイヤ改正で鶴見営業所に再度移管され、この際に神明町営業所移管に伴い廃止された駒岡車庫 - 新川崎駅入口便が事実上の復活という形で新設された。2015年4月1日より新川崎交通広場に乗り入れ開始。これにより新川崎駅入口は鶴見駅西口方向のみの停車となった。

### 鶴05（東寺尾循環線）・鶴06（寺谷循環線）
- 鶴05（東寺尾循環）：鶴見駅西口 → 東寺尾 → 寺尾中学入口 → 寺谷角 → 鶴見駅西口
- 鶴06（寺谷循環）：鶴見駅西口 → 寺谷角 → 寺尾中学入口 → 東寺尾 → 鶴見駅西口

鶴05・鶴06は同一ルートの外回り、内回りである。先に東寺尾から回る路線（外回り）が鶴05、先に寺谷角から回る路線（内回り）が鶴06と区別されている。路線図の系統カラーは緑色である。フルカラーLEDの表示は鶴05が緑色、鶴06が黄緑色となっている。
系統番号がつく1980年以前は、内回り、外回りとも「三ツ池循環」と統一されていた。前述の鶴03とともに、臨港バスの路線の中では最古の路線の一つである。東寺尾側は鶴01・鶴02・鶴03・鶴04・鶴12・川50といった本数の多い系統と並走し、特に川50とは全線の3分の2程度が重複する。一方、寺谷角側は並走する系統が本数の少ない鶴07と横浜市営67系統（朝のみ運行）のみであり、運行されているバスは鶴05・鶴06が主体となっていたが、2022年7月1日のダイヤ改正で土休日の運行が、2023年2月1日のダイヤ改正で平日日中の運行も鶴07系統主体に変更された。これに伴い、鶴05は平日朝と15時以降、土休日は朝と夜間2本の運行になり外回りは川50系統が主に、鶴06は平日、土休日とも朝と夕方以降のみの運行になり日中は鶴07が主となった。
沿線に県立鶴見高校や白鵬女子高等学校があり、通学時間帯はかなり混雑する。鶴見駅西口 - 寺尾中学入口間はアップダウンが激しいため、一循環20分程度という短距離ながらも利用客は多い。鶴見駅西口－三ツ池口間は鶴02・鶴03・鶴04・鶴12・川50の補完を兼ねている。

### 鶴07（三ツ池公園線）
- 鶴07：鶴見駅西口 - 寺谷角 - 寺尾中学入口 - 三ツ池公園 - 長松寺前 - 駒岡車庫
- 鶴07：鶴見駅西口 - 寺谷角 - 寺尾中学入口 - 三ツ池公園

鶴見駅西口から三ツ池公園を経由して、駒岡車庫まで結ぶ路線である。寺尾中学入口までは鶴05・鶴06と並走し、寺尾中学入口から三ツ池公園までが鶴07の独自区間となっている。路線図の系統カラーおよびフルカラーLEDの表示は紫色である。
日本さくら名所100選にも選ばれている神奈川県立三ッ池公園の正門、北門の前を通る唯一の路線。公園正門 - 三ッ池公園間は三ッ池公園のふちを通り、お花見季節になると桜のトンネルの中をバスが通る。
昼間の時間帯は、平日は全ての便、土休日も大半の便は駒岡車庫まで行かずに三ツ池公園行きとして運行している。三ツ池公園発着便は三ツ池公園駐車場を利用して折り返しを行う。経路上に鶴02系統と駒岡車庫行の鶴04が停車する駒岡不動尊前停留所があるが鶴07は停車しない。
かつては本数が大幅に少なかったが、2022年7月1日のダイヤ改正で鶴05・鶴06の代替として、土休日の日中の運行が復活、夜間便の新設が行われ、2023年2月1日のダイヤ改正で平日日中・夜間帯にも同等の処置が施された。
県立三ッ池公園駐車場が冬期は17時30分で閉鎖されるため三ッ池公園折り返し便は鶴見駅西口発で朝から16時台までの設定に限定され、当該時間帯以降の便は全便鶴見駅西口 - 駒岡車庫間の運転となる。

### 鶴12（北寺尾線）
- 鶴12：鶴見駅西口 → 東寺尾 → 獅子ヶ谷 → 馬場七丁目 → 上の宮一丁目 → 上の宮中学 → 獅子ヶ谷 → 東寺尾 → 鶴見駅西口
- 鶴12：鶴見駅西口 → 東寺尾 → 獅子ヶ谷 → 馬場七丁目 → 上の宮一丁目
- 鶴12：馬場小学校 → 馬場七丁目 → 上の宮一丁目 → 上の宮中学 → 獅子ヶ谷 → 東寺尾 → 鶴見駅西口

鶴見駅西口から北寺尾・上の宮地区の輸送を担う近距離路線。当系統のみ鶴見駅西口バスターミナルの外（1番乗り場）から出発する。獅子ヶ谷から先は道幅が狭い難所が続く。路線図の系統カラーおよびフルカラーLEDの表示は灰色である。

### 綱23（新横浜綱島線）
- 綱23：新綱島駅 - 樽町 - 明治横浜研究所前 - トレッサ横浜 - 新菊名橋 - 新横浜駅

2021年7月1日に開設。臨港バス鶴見営業所の路線としては唯一の鶴見駅西口発着ではない系統である。路線図の系統カラーは紫色である。フルカラーLEDの表示は桃色に近い紫となっている。
トレッサ横浜で乗り換えすることなく綱島駅方面と師岡町・新横浜周辺地域を結ぶ路線を求める声があり、臨港バスは新設を決めたという。ほかに綱島駅 - 新横浜駅を結ぶ路線としては、新羽駅を経由する東急バス綱72（新羽線）がある。
当路線の開設にあたり行先表示器の内容が更新され、従来の系統も含めて系統カラーや経由地表示などが利用実態に即したものとなっている。
当路線開設以来、鶴03と同じ綱島駅高架下バスターミナルからは離れた乗り場を使用していたが、2023年12月23日から新綱島駅発着になり、綱島駅入口が降車専用の停留所として使用されている。

## 廃止・移管路線

### 休廃止路線

#### 鶴02（新横浜線）
- 鶴02：鶴見駅西口 - 東寺尾 - 神明社前 - 新菊名橋 - 新横浜駅

かつての鶴02の鶴見駅西口 - 新横浜駅便は、平成初頭の時点では神明社前経由が主であり、現在の池の下経由は朝夕のみの運行であった。しかし順次池の下経由にシフトされ神明社前経由便は廃止された。

#### 鶴03（神明社循環）・鶴04(池の下循環)
- 鶴03：鶴見駅西口 → 東寺尾 → 神明社前 → 池の下 → 東寺尾 → 鶴見駅西口
- 鶴04：鶴見駅西口 → 東寺尾 → 池の下 → 神明社前 → 東寺尾 → 鶴見駅西口

鶴03系統と鶴04系統を合わせる形で循環線を形成していた。1986年9月30日をもって廃止。

#### 本山線
- 鶴見駅西口 - 本山前

鶴見駅高架下車庫への入庫便。2017年時点で休止路線扱いのため実際の旅客運行はない。また現在「本山前」にはバス停ポールがなく乗降もできない。路線図にも記載されていた時がある。

#### 競輪場線
- 鶴見駅西口 - 花月園競輪場

競輪場線は開催日のみ運行、横浜市営バスと共同運行であった。花月園競輪の開催終了に伴い、2010年3月31日限りで廃止。

#### 新横浜成田空港線
- 新横浜プリンスホテル・新横浜駅 - 成田空港第2ターミナル・第1ターミナル・第3ターミナル （京浜急行バス新子安営業所、東京空港交通成田運行事業所、リムジン・パッセンジャーサービス大栄営業所と共同運行）

新横浜通り・首都高速道路・東関東自動車道・新空港自動車道を経由する。新横浜発は首都高速道路三ツ沢出入口を使用、成田空港発は第三京浜道路港北IC利用と往路と復路で途中の経路が異なっていた。
京浜急行バスと東京空港交通が共同運行していた既存路線に、2008年10月16日に臨港バスが参入。2015年5月31日をもって運行休止となり、2021年7月15日をもって廃止。

#### 川崎競輪場線
- 川崎駅前 - 富士見公園(川崎競輪場)

川崎競輪場での競輪開催日のみ運行。臨港バス浜川崎営業所、塩浜営業所、川崎市バス塩浜営業所と共同運行していた。臨港バス、川崎市バスともに路線図には当路線の記載が無いが、両社局とも当路線用の案内表示が用意されていた。
2019年5月末日をもって臨港バスは撤退。現在は川崎市交通局とIBS COACHの2社で運行されている。

#### たまプラーザ羽田空港線
- たまプラーザ駅 - 羽田空港第1ターミナル・第2ターミナル・第3ターミナル （京浜急行電鉄京浜島営業所→京浜急行バス京浜島営業所→新子安営業所、東急バス虹が丘営業所→新羽営業所と共同運行）

臨港バスの一般路線の営業エリアからは遠く離れ、横浜市青葉区にある東急田園都市線たまプラーザ駅と羽田空港を結ぶ路線。日吉元石川線・第三京浜道路・首都高速道路を経由する。京浜急行バス・東急バスと共同運行。一部の便は国内線第1ターミナルには停車しない。
2017年4月1日より、横浜港北JCT - 大黒JCT間は首都高速横浜北線を経由するようになった。
2021年1月14日より新型コロナウイルス感染拡大の影響により臨港バス担当便のみ全便運休となる。東急バス、京浜急行バス担当便は通常運行していたが、同年3月15日をもって臨港バスのみ廃止となった。

#### 新横浜羽田空港線
- 新横浜プリンスホテル・新横浜駅 - 羽田空港第1ターミナル・第2ターミナル・第3ターミナル （京浜急行電鉄羽田営業所→京浜急行バス京浜島営業所→新子安営業所と共同運行）

新横浜駅と羽田空港を結ぶ路線で、羽田空港旧ターミナル時代から運行していた数少ない空港連絡バスである。
開業当初は首都高速湾岸線がまだ全線開通しておらず、往路は全区間一般道、復路のみ首都高速道路を利用していた。運行本数もピーク時は朝夕12分間隔、日中20分間隔で運行していたが、周辺鉄道駅への路線が相次いで開業したため、現在では朝夕20分間隔、日中30分間隔の運行である。
首都高速道路横浜北線の開通に伴い、2017年4月1日より新横浜駅前 - 大黒JCT間は横浜北線経由に変更された。以前は、新横浜発は首都高速道三ツ沢出入口を使用、羽田空港発は第三京浜道路港北IC利用と往路と復路で途中の経路が異なっていた。新横浜プリンスホテル発着とし、新横浜駅利用者のほかホテル利用者の便も図っているのが特徴である。2015年10月1日 より朝の一部の便は新横浜駅始発・終着に変更になり、新横浜プリンスホテルには入らなくなった。
かつては羽田空港国際線深夜到着便対応として、羽田空港発のみ深夜バスの運行もあったが、現在は廃止された。
2021年7月15日をもって廃止、以後は京浜急行バスのみの運行となっていたが、2021年9月1日以降は東急バスも参入の上、センター北駅およびセンター南駅発着と統合となり、2022年3月1日から市が尾駅～羽田空港が加わっている。

### 移管路線

#### 鶴04（新川崎線）
- 鶴04：鶴見駅西口 - 東寺尾 - 池の下 - 鷹野大橋 - 越路 - 新川崎駅入口
- 鶴04：駒岡車庫 - 鷹野大橋 - 越路 - 新川崎駅入口

2004年8月16日に神明町へ移管（臨港グリーンバスへ運行委託）。駒岡車庫 - 新川崎駅入口は廃止され、鶴見駅 - 駒岡車庫は鶴02に編入された。その後、2014年2月16日に所管が鶴見営業所に戻り、駒岡車庫 - 新川崎駅入口が新設（事実上の復活）される。

#### 鶴08系統（ふれーゆ線）
- 鶴08：鶴見駅東口 - 汐鶴橋通 - 汐入二丁目 - ふれーゆ

浜川崎営業所へ移管。

#### 川50系統（川崎鶴見線）
- 川50：川崎駅西口 - 南幸町 - 別所 - 三ツ池口 - 鶴見駅西口

神明町営業所へ移管された。

#### 川51系統（川崎綱島線）
- 川51：川崎駅西口 - 南幸町 - 尻手駅前 - 末吉橋 - 駒岡十字路 - 綱島駅

主に神明町営業所が担当であったが、朝夕ラッシュ時又は正月ダイヤで増便する場合に運行されていた。かつて鶴見営業所に在籍した方向幕式の車両に、川51の方向幕が入っていたのはこの当時の名残である。

## 車両

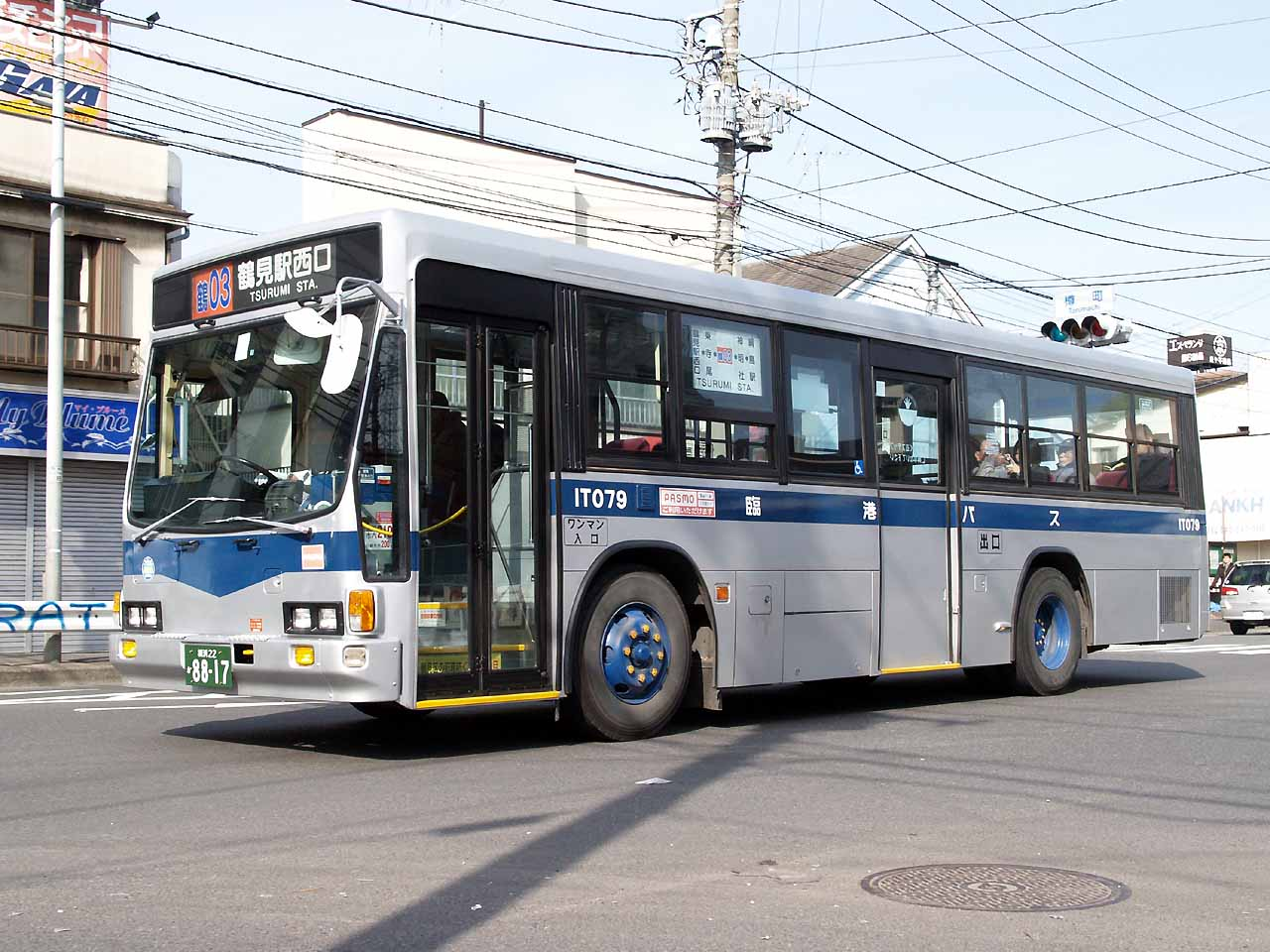
創立70周年記念「銀バス」復刻塗装
いすゞ・キュービック (1T079)

一般路線車は、いすゞ自動車製の車両のみが在籍していた(2023年7月まで)。かつては富士重工製車体架装車が大半を占めていたが、1984年（P-代）および1996年（KC-代）以降は純正車体のキュービックでの導入となった。富士重工車体架装車とキュービックは2010年までに全廃している。
2000年からはエルガの導入を開始し、2023年7月まではエルガに統一されていた。かつては大型ショート車のエルガLTや中型車のエルガミオも在籍していた。ほとんどノンステップバスであるが、ワンステップバスも2台在籍する。
他の営業所（浜川崎・塩浜）では大型長尺車が導入されているが、鶴見営業所管内は狭隘路線が多く長尺車の導入が困難である。そのため、近年は後部座席を削減し、立席スペースを増やしたラッシュ型ノンステップバスが導入されている。
さらに2019年からはラッシュ対策として、ノンステップエリアの扉のない側の座席を撤去して乗車定員を増やした特注仕様の「ワイドスペースバス」が導入開始された。
2023年7月に塩浜営業所から日野ブルーリボンⅡの車両が転籍し、日野自動車製の一般路線車が在籍することになった。その後2024年には塩浜営業所から再び日野ブルーリボンⅡの車両が転籍した。
高速車は三菱ふそう製の車両が導入され、エアロバスやエアロエースが在籍していた。
特定輸送用に三菱ふそう・エアロスターやいすゞ・ガーラミオ、日野自動車製の小型車リエッセが配属されている。